# Laajajra
Laajajra (en àrab العجاجرة, al-ʿAjājra; en amazic ⵍⵄⵊⴰⵊⵕⴰ) és una comuna rural de Marroc a la província de Moulay Yaâcoub, a la regió de Fes-Meknès, al Marroc. Segons el cens de 2014 tenia una població total de 14.476 persones.